# Quercivir
Quercivir is een kevergeslacht uit de familie van de boktorren (Cerambycidae). De wetenschappelijke naam van het geslacht werd voor het eerst geldig gepubliceerd in 1912 door Lameere.

## Soorten
Quercivir omvat de volgende soorten:
- Quercivir dohrni Lameere, 1912
- Quercivir gounellei Lameere, 1912